# Verliebt in die Braut
Verliebt in die Braut (Originaltitel: Made of Honor) ist eine US-amerikanisch-britische Filmkomödie aus dem Jahr 2008. Regie führte Paul Weiland; das Drehbuch schrieben Adam Sztykiel, Deborah Kaplan und Harry Elfont.

## Handlung
Die in New York City lebenden Tom und Hannah sind seit ihrer Zeit auf dem College vor zehn Jahren befreundet. Während Tom ein notorischer Playboy ist, sehnt sich Hannah nach einer festen Beziehung. Diese Situation gefällt Tom, der sich nach dem Sex mit anderen Frauen gern mit Hannah trifft. Als Hannah sich auf eine mehrwöchige Geschäftsreise nach Schottland begibt, wird Tom klar, dass er mit keiner anderen Frau als mit ihr glücklich werden kann, und er will ihr das nach ihrer Rückkehr sagen. Hannah hat jedoch in Schottland den vermögenden Brennereibesitzer Colin kennengelernt und will ihn heiraten. Sie bittet Tom, ihre erste Brautjungfer zu werden. Tom willigt ein und hofft, dass er die Hochzeit rechtzeitig verhindern kann. Nach einigen Pannen – so lädt er aus Versehen eine Dildovertreterin auf den Brautabend ein – versucht er, die „beste Brautjungfer der Welt“ zu sein.
Schließlich reist die ganze Hochzeitsgesellschaft nach Schottland, wo die Hochzeitsfeier auf dem Schloss von Colin stattfindet. Bei einem Spiel am Abend vor der Hochzeit kommt es zu einem Kuss zwischen Tom und Hannah. Tom versucht sie zu überreden, Colin nicht zu heiraten, aber Hannah glaubt, er habe nur Angst, sie als Freundin zu verlieren. Tom reist daraufhin ab; unterwegs besinnt er sich aber und fährt zurück. Schließlich schafft er es auf einem Pferd gerade noch rechtzeitig in die Kirche. Hannah erkennt, dass Tom sie wirklich liebt, und teilt Colin mit, dass er der perfekte Mann für eine andere Frau wäre. Schließlich heiraten Tom und Hannah in New York.

## Soundtracks
| Nr. | Titel                             | Interpret                 |
| --- | --------------------------------- | ------------------------- |
| 1.  | Walkin’ On The Sun                | Smash Mouth               |
| 2.  | Love Song                         | Sara Bareilles            |
| 3.  | Stop Crying Your Heart Out        | Oasis                     |
| 4.  | Henrietta                         | Fratellis                 |
| 5.  | Ye Banks And Braes O’ Bonnie Doon | Skaila Kanga              |
| 6.  | My Love Is Like A Red, Red Rose l | Robert Burns              |
| 7.  | Two Tribes                        | Frankie Goes to Hollywood |
| 8.  | Ladies Night                      | Kool & The Gang           |
| 9.  | The Power                         | Snap!                     |
| 10. | Without You                       | El Presidente             |
| 11. | You Give Me Something             | James Morrison            |
| 12. | Misty Blue                        | Dorothy Moore             |
| 13. | Gold Digger                       | Kanye West                |
| 14. | Love Revolution                   | Lenny Kravitz             |
| 15. | Stolen                            | Dashboard Confessional    |

## Kritiken
Kenneth Turan schrieb in der Los Angeles Times vom 2. Mai 2008, der Film sei eine Neuverfilmung von Die Hochzeit meines besten Freundes, obwohl man behauptet, dies sei nicht der Fall. Die Hauptdarsteller seien „sehr gut“; der Zuschauer wünsche sich jedoch, sie bekämen etwas Interessanteres zu tun.
Bill Zwecker schrieb in der Chicago Sun-Times vom 2. Mai 2008, der Film sei der Komödie Die Hochzeit meines besten Freundes aus dem Jahr 1997 sehr ähnlich. In diesem Film habe der Protagonist ein anderes Geschlecht und es gebe ein anderes Ende, aber Verliebt in die Braut folge ansonsten der Spur des Vorgängers. Es gebe nichts Neues. Lediglich die „charmanten“ Hauptdarsteller würden den „formelhaften und sinnlosen“ („formulaic nonsense“) Film retten, der sich vom Anfang bis zum Ende von der Mittelmäßigkeit nicht abhebe.

„Dröge und unoriginelle romantische Komödie, deren Gags großteils mehr peinlich als lustig sind.“

„Vielleicht würde man ihn [Dempsey] zur Abwechslung gern mal in einer Charakterrolle sehen. Vielleicht ist ‚Verliebt in die Braut‘ nicht besonders originell. […] Patrick Dempsey ist in dieser schnuckligen Wohlfühlromanze unwiderstehlich.“

„Bei dem Versuch, eine Erfolgsformel anzuwenden sind bei ‚Verliebt in die Braut‘ die Gefühle auf der Strecke geblieben. Die zentrale romantische Handlung erreicht nur ein Mindestmaß an Überzeugungskraft, einige Figuren werden sträflich links liegengelassen und oft wirkt es, als würde Regisseur Paul Weiland nicht an die eigene Geschichte glauben. Leider fehlt ihm aber auch die Konsequenz, sie ernsthaft zu sabotieren. So bleibt es den Stars überlassen, für ein bisschen Leben und Herz zu sorgen.“

## Hintergründe
Der Film wurde in New York City, Los Angeles, Budapest, London sowie anderen Orten in England und Schottland gedreht. Seine Produktionskosten betrugen schätzungsweise vierzig Millionen US-Dollar. Der Film startete in den Kinos in Ägypten am 30. April 2008, in Australien, Russland und einigen anderen Ländern am 1. Mai 2008, in Großbritannien und den USA am 2. Mai 2008. In Deutschland lief der Film am 15. Mai 2008 in den Kinos an. In den ersten vier Tagen bis zum 6. Mai 2008 spielte der Film in den Kinos der USA ca. 16,7 Millionen US-Dollar ein. Dies war der letzte Film von Sydney Pollack als Schauspieler, der am 26. Mai 2008 einem Krebsleiden erlag.

## Sonstiges
Patrick Dempsey und Kevin McKidd spielten beide zusammen in der Fernsehserie Grey’s Anatomy.